# Альфредо Кесада
Альфредо Кесада (ісп. Alfredo Quesada, нар. 22 квітня 1949) — перуанський футболіст, що грав на позиції півзахисника.
Виступав за клуб «Спортінг Крістал», з яким став шестиразовим чемпіоном Перу, а також національну збірну Перу. У складі збірної — володар Кубка Америки.

## Клубна кар'єра
У дорослому футболі дебютував 1969 року виступами за команду «Спортінг Крістал», кольори якої і захищав протягом усієї своєї кар'єри гравця, що тривала цілих п'ятнадцять років і здобув з командою 6 чемпіонських титулів у 1968, 1970, 1972, 1979, 1980 і 1983 роках.

## Виступи за збірну
27 липня 1971 року дебютував в офіційних іграх у складі національної збірної Перу в товариському матчі зі збірною Парагваю, що завершився нульовою нічиєю.
У складі збірної був учасником розіграшу Кубка Америки 1975 року, зігравши у всіх матчах турніру і здобувши того року титул континентального чемпіона. Згодом зіграв за збірну і на чемпіонаті світу 1978 року в Аргентині, на якому зіграв у двох матчах, причому останній матч зі збірною Аргентини 21 червня 1978 року, який перуанці програли з рахунком 0:6, виявився останнім для Кесади у складі збірної. Загалом протягом кар'єри у національній команді, яка тривала 8 років, провів у її формі 50 матчів, забивши 1 гол.

## Титули і досягнення
- Чемпіон Перу (6):

«Спортінг Крістал»: 1968, 1970, 1972, 1979, 1980, 1983
- Володар Кубка Америки (1):

Перу: 1975